# Ватинець
Ва́тинець — село в Україні, у Луцькому районі Волинської області. Входить до складу Горохівської міської громади. Населення становить 178 осіб.

## Географія
Село Ватинець — крайня точка Горохівського району. Воно межує з селами Туличів, Линів Локачинського району та селом Садів Луцького району. В селі Ватинець знаходяться штучні і природні  водойми: це ставок, озеро, річка Чорногузка, яка протікає територією Локачинського та Луцького районів і впадає в річку Стир.

### Легенди
Колись, дуже давно, на прекрасній, порізаній невеличкими річечками, оповитій кількома озерами і болотами землі, жили люди, працьовиті і чесні. Відрізнявся серед них багатий чоловік на ім'я Ватин, який був управителем. Панство з навколишніх сіл, які частенько провідували сусіда, говорили, що їдуть до Ватина. Пройшов час і  цей чоловік помер, а назва Ватин залишилася до наших днів.
Згодом, ближче до озера, виникло ще одне поселення. Мабуть, навколишня краса притягувала  сюди людей. Адже навколо озера і обабіч дороги до нього росли високі кремезні акації. Навесні, коли акації зацвітали, було враження, що водойма і поселення вкриті білою пухнастою ватою. І ось у цей час ще один пан подарував своєму синові маленьку частинку землі, на якій будувалося  поселення. Ця частинка припадала на кінець його володінь. І тоді від слова вата і слова кінець виникла назва невеличкого села — Ватинець.

## Історія
Вперше згадується село в 1577 році. Олехно Путошинський, власник села, платив з Ватинця з 2 дим. по 10 грошей, 5 город, по 2 гр., а в 1533 р. від 2 дим., 8 город., 2 город., З комірників і половини вального колеса, по 10 грошей.
Згідно літопису, село Ватинець належало до Володимировського повіту Свинюхської волості, яке знаходиться за 50 км від Володимира. Згідно зі списком 1911 року, 151 десятина належала до великої власності панів Савіцких. На кладовищі села Ватинець донині зберігся склеп цієї родини і гранітний надмогильник з надписом Савіцкий Роджер Іванович (1873—1905 рр.) Родина Савіцких на той час була дуже освіченою і шанованою.
За переказами старожилів, у селі Ватинець було чеське поселення. Звідки і пішла назва вулиці — Чеська. Проживали тут і євреї, які займалися торгівлею.
Під час національно–визвольної війни українського народу під проводом Богдана Хмельницького у 1651 році відбулися битви козаків з поляками на всіх українських землях. Відбулася така битва і біля нашого села. Поляків було переможено, але дуже багато козаків полягло на полі бою. Завдяки їх геройським смертям битва була виграна. Щоб вшанувати подвиг героїв, козаки зібрали тіла загиблих в одному місці і поховали, а високо над землею насипали курган, щоб щоразу нагадував про героїв. Курган насипали, носячи землю у своїх козацьких шапках. І донині він є німим свідком тих далеких подій.
В XIX ст. було тут 37 будинків і 193 жителі.
У 1906 році село Свинюської волості Володимир-Волинського повіту Волинської губернії. Відстань від повітового міста 46 верст, від волості 7. Дворів 42, мешканців 336.
У 1932 році у польській хаті, яка зараз знаходиться на  території нашої школи, була відкрита найперша школа села Ватинець. Тут було 4 класи. У 1969 році було збудоване і відкрите ще одне приміщення школи.  Згодом у 1986 році було збудоване нове приміщення школи, де зараз навчаються наші учні. У школі навчається 25 учнів. В школі працює педагогічний колектив із 9 вчителів.
У селі похований Матвій Андрійович Данилюк (1892—1994 рр.) — єдиний учасник бою за станцію Крути 29 січня 1918 року, який дожив до проголошення незалежності України.
У 1991 р. в селі збудовано Хрестовоздвиженську церкву.
12 червня 2020 року, відповідно до розпорядження Кабінету Міністрів України № № 708-р «Про визначення адміністративних центрів та затвердження територій територіальних громад Волинської області», село увійшло у склад Горохівської міської громади.
19 липня 2020 року, в результаті адміністративно-територіальної реформи та ліквідації Горохівського району, село увійшло до складу новоутвореного Луцького району.

## Населення
Згідно з переписом УРСР 1989 року чисельність наявного населення села становила 202 особи, з яких 93 чоловіки та 109 жінок.
За переписом населення України 2001 року в селі мешкало 175 осіб.

### Мова
Розподіл населення за рідною мовою за даними перепису 2001 року:
| Мова       | Відсоток |
| ---------- | -------- |
| українська | 98,88 %  |
| російська  | 1,12 %   |